# Óleo de amendoim

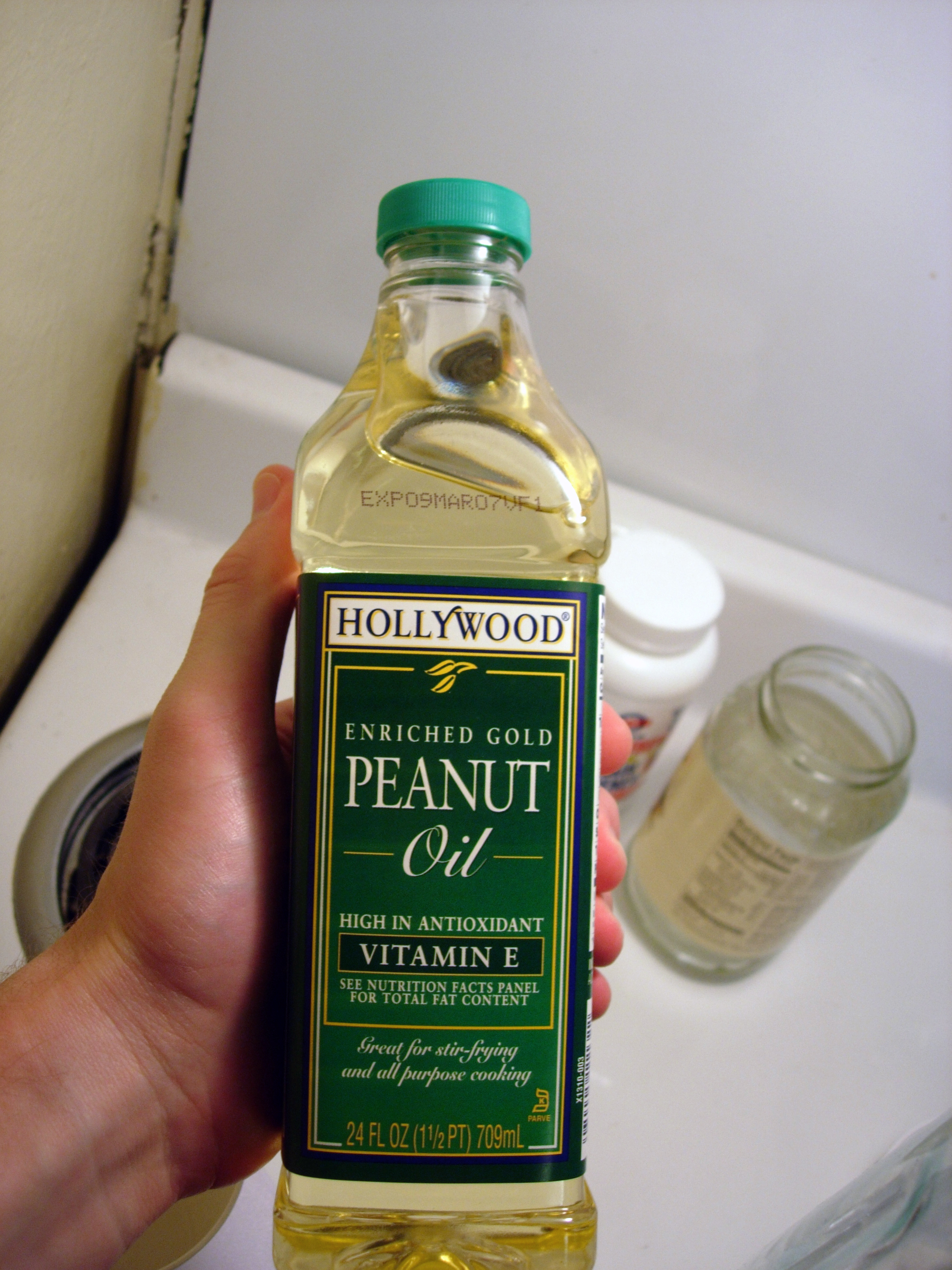
Óleo de amendoim em embalagem comercializada nos Estados Unidos

O óleo de amendoim é um óleo de origem vegetal, com coloração amarelo pálido e odor suave, obtido a partir da prensagem de sementes de amendoim.

## Utilização
O óleo de amendoim é frequentemente utilizado na culinária, porque tem odor e sabor suave e resistência a elevadas temperaturas, sendo portanto ideal para frituras.
Assim como outros óleos vegetais, o óleo de amendoim pode ser reciclado e transformado em sabão ou biodiesel.

## Propriedades
Devido à presença de grandes quantidades de gorduras insaturadas, este óleo é considerado mais saudável que o óleo de soja. Estudos indicam que o uso frequente de óleo de amendoim nas dietas pode auxiliar no aumento do bom colesterol. Este óleo apresenta elevados teores de vitaminas D e E e é um óleo de fácil digestão, sendo então muito indicado por nutricionistas.
Cuidados com seu uso: Embora os tipos de ácidos graxos no Óleo de Amendoim são geralmente benéficos, eles são apenas saudáveis em quantidades moderadas. Lembre-se, eles possuem tecnicamente gorduras e, portanto, são ricos em calorias.

## Comercialização
No Brasil, o óleo de amendoim é comercializado em embalagens de PET, contendo 900 ml do produto.

## Produção Mundial
| 1.  | China          | 1.821.000 |
| 2.  | Índia          | 1.540.976 |
| 3.  | Nigéria        | 364.100   |
| 4.  | Myanmar        | 252.465   |
| 5.  | Sudão          | 177.800   |
| 6.  | Senegal        | 175.900   |
| 7.  | Guiné          | 110.000   |
| 8.  | Argentina      | 102.700   |
| 9.  | Estados Unidos | 97.000    |
| 10. | Gana           | 70.218    |
| 11. | Chade          | 64.000    |
| 12. | Brasil         | 63.600    |

Fonte: Oil,Groundnut production by FAO.